# Важкі вуглеводні
Важкі́ вуглевод́ні (рос. тяжелые углеводороды; англ. heavy hydrocarbons; нім. schwere Kohlenwasser-stoffe m pl) — для газу — газоподібні гомологи метану, які зустрічаються в газах природних; для нафт — високомолекулярні рідкі і тверді вуглеводні, які входять до складу висококиплячих фракцій нафти.